# Le Régiment de Sambre et Meuse
«Le Régiment de Sambre et Meuse» (en español, «El Regimiento de Sambre y Mosa») es un poema y canción patriótica de origen francés, escrita por Paul Cézano, con música de Robert Planquette, arreglado y ampliado en una marcha militar de Joseph-François Rauski.

## Contexto
Cézano escribió la letra de «Le Régiment de Sambre et Meuse» después de la derrota francesa en la guerra franco-prusiana, y Planquette les puso música poco después. Cézano fue uno de varios artistas franceses de la época que buscaron reconciliar la derrota de Francia con los recuerdos de sus victorias históricas, con la canción que describe el logro de la inmortalidad humana a través de la muerte heroica.
Fue interpretada públicamente por primera vez por el barítono Lucien Fugère en un cabaret de París el 3 de marzo de 1870. Rápidamente encontrando favor como canción popular, se convirtió en parte del plan de estudios de música en las escuelas durante la Tercera República francesa y se utilizó en otros momentos importantes de la historia de Francia a finales del siglo XIX y principios del XX. Se realizó para acompañar la ceremonia de degradación de Alfred Dreyfus de 1895 y, durante la Primera Guerra Mundial, para acompañar la ejecución de los traidores, aunque luego cayó en desgracia.
En 1879, un chef de musique Rauski del ejército francés cambió la melodía original de Cézano en un pas redoublé e hizo adiciones significativas.  Esta marcha se hizo internacionalmente popular a finales del siglo XIX y principios del XX y se suponía ampliamente que Rauski había sido el compositor original.  En los Estados Unidos, la marcha a veces se llama «French National Defilé March» (en español, «Marcha Nacional Francesa de Desfile») y se atribuye erróneamente al compositor francés Arthur Turlet (quien había compuesto un arreglo para piano y orquesta de la pieza).

### Uso fuera de Francia
Desde 1936, la Banda de Marcha de la Universidad Estatal de Ohio en los Estados Unidos ha interpretado «Le Régiment de Sambre et Meuse» como parte de su espectáculo previo al juego durante la formación del guion de Ohio. También es un elemento básico del repertorio de la Banda de West Point, donde se le conoce con el nombre de «French National Defilé» (en español, «Desfile Nacional de Francia»).
«Le Régiment de Sambre et Meuse» se usa a menudo para marchas de las escuelas militares belgas en Bruselas (KMS) y Sint-Truiden (KSOO) debido al vínculo histórico de esta canción con Bélgica. En la parte más al sur de los Países Bajos, la marcha se toca a menudo debido al vínculo histórico de esta región con Bélgica.               
«Le Régiment de Sambre et Meuse» también se utiliza para la pieza de marcha del Pelotón de Granaderos del 1er Regimiento de Infantería del Ejército de Chile y la Academia de la Fuerza Aérea de Bolivia. Igualmente desde 1898, año en el cual llegó la primera Misión Militar Francesa, el Ejército del Perú la usa  como una de sus marchas de desfile. Se utiliza como canción de marcha durante el entrenamiento de cadetes y aspirantes a oficiales de la Policía Militar de Brasil en algunos estados. La marcha también se utiliza en la Heroica Escuela Naval Militar para instrucciones de instrucción y desfiles en visitas especiales.
Además de ser usada los días jueves de "Visita" En el Heroico Colegio Militar. Fue la marcha del regimiento del Regimiento Real 22 del Ejército Canadiense hasta 1939.

## Letras
| Texto en francés | Traducción aproximada al español |
| --- | --- |
| 1er couplet: Tous ces fiers enfants de la Gaule Allaient sans trêve et sans repos Avec leur fusil sur l'épaule Courage au cœur et sac au dos La gloire était leur nourriture Ils étaient sans pain, sans souliers La nuit, ils couchaient sur la dure Avec leur sac pour oreiller Refrain: Le régiment de Sambre et Meuse Marchait toujours au cri de "Liberté" Cherchant la route glorieuse Qui l'a conduit à l'immortalité | Primer verso: Todos estos orgullosos hijos de la Galia Marcharon sin tregua ni tranquilidad Con sus rifles al hombro Coraje en sus corazones y mochilas en sus espaldas La gloria fue su alimento Sin pan ni zapatos Durmieron en el suelo duro Con sus mochilas debajo de sus cabezas Coro: El regimiento de «Sambre y Meuse» Siempre marchó a la llamada de la libertad Buscando el camino de la gloria Que los llevó a la inmortalidad |